# Lijst van voetbalinterlands Finland - Liechtenstein
Deze lijst van voetbalinterlands is een overzicht van alle officiële voetbalwedstrijden tussen de nationale teams van Finland en Liechtenstein. De landen hebben tot op heden vijf keer tegen elkaar gespeeld, te beginnen met een kwalificatiewedstrijd voor het Wereldkampioenschap voetbal 2010 in Helsinki op 6 juni 2009. Het laatste duel, een kwalificatiewedstrijd voor het Europees kampioenschap voetbal 2020, vond plaats op 15 november 2019 in de Finse hoofdstad.

## Wedstrijden
| № | Plaats   | Datum            | Competitie           | Wedstrijd               | Uitslag |
| - | -------- | ---------------- | -------------------- | ----------------------- | ------- |
| 1 | Helsinki | 6 juni 2009      | WK 2010 kwalificatie | Finland − Liechtenstein | 2 − 1   |
| 2 | Vaduz    | 9 september 2009 | WK 2010 kwalificatie | Liechtenstein – Finland | 1 – 1   |
| 3 | Turku    | 7 juni 2017      | Vriendschappelijk    | Finland – Liechtenstein | 1 – 1   |
| 4 | Vaduz    | 11 juni 2019     | EK 2020 kwalificatie | Liechtenstein – Finland | 0 – 2   |
| 5 | Helsinki | 15 november 2019 | EK 2020 kwalificatie | Finland − Liechtenstein | 3 − 0   |

## Samenvatting
| Competitie        | Totaal gespeeld | Winst Finland | Gelijk | Winst Liechtenstein | Doelsaldo Finland – Liechtenstein |
| ----------------- | --------------- | ------------- | ------ | ------------------- | --------------------------------- |
| WK-kwalificatie   | 2               | 1             | 1      | 0                   | 3 − 2                             |
| EK-kwalificatie   | 2               | 2             | 0      | 0                   | 5 − 0                             |
| Vriendschappelijk | 1               | 0             | 1      | 0                   | 1 − 1                             |
| Totaal            | 5               | 3             | 2      | 0                   | 9 − 3                             |

Wedstrijden bepaald door strafschoppen worden, in lijn met de FIFA, als een gelijkspel gerekend.

## Details

### Eerste ontmoeting
| WK 2010 kwalificatie (Helsinki, Finland, 6 juni 2009): |              | |
| Finland | 2 – 1        | Liechtenstein |
| Mikael Forssell 33' Jonatan Johansson 71' | goals        | 13' Mario Frick |
| Stuart Baxter | bondscoach   | Hans-Peter Zaugg |
| Jussi Jääskeläinen Petri Pasanen 46' Sami Hyypiä Hannu Tihinen Toni Kallio Teemu Tainio 67' Roman Jerjomenko Jari Litmanen 72' Aleksej Jerjomenko Jonatan Johansson Mikael Forssell | opstellingen | Peter Jehle Marco Ritzberger Michael Stocklasa Martin Stocklasa Benjamin Fischer 76' Ronny Büchel Mario Frick Franz Burgmeier 58' Martin Büchel 66' Franz-Josef Vogt Michele Polverino |
| Veli Lampi 46' Markus Heikkinen 67' Shefki Kuqi 72' | wissels      | 58' Mathias Christen 66' Raphael Rohrer 76' Stefan Büchel |
| | gele kaarten | 38' Michele Polverino 88' Raphael Rohrer |

### Tweede ontmoeting
| WK 2010 kwalificatie (Vaduz, Liechtenstein, 9 september 2009): |              | |
| Liechtenstein | 1 – 1        | Finland |
| Michele Polverino 75' | goals        | 74' (pen.) Jari Litmanen |
| Hans-Peter Zaugg | bondscoach   | Stuart Baxter |
| Peter Jehle Franz Burgmeier Michael Stocklasa Yves Oehri Martin Rechsteiner Raphael Rohrer 86' Ronny Büchel Martin Büchel 65' Marco Ritzberger David Hasler 80' Mario Frick | opstellingen | Jussi Jääskeläinen Petri Pasanen Hannu Tihinen Sami Hyypiä Niklas Moisander Markus Heikkinen Roman Jerjomenko 82' Jari Litmanen Aleksej Jerjomenko Jonatan Johansson 59' Berat Sadik |
| Veli Lampi 46' Markus Heikkinen 67' Shefki Kuqi 72' | wissels      | 59' Joonas Kolkka 82' Shefki Kuqi |
| Peter Jehle 33' David Hasler 55' Michele Polverino 66' Mario Frick 90+2' | gele kaarten | |
| Martin Büchel 76' | rode kaarten | |

Finse voetbalbond · A-internationals · Bondscoaches · Statistieken · Fins vrouwenelftal · Olympisch elftal · Finland U21 · Finland U20 · Finland U19 · Finland U18 · Finland U17 · Finland U16
1911 – 1919 ·
1920 – 1929 ·
1930 – 1939 ·
1940 – 1949 ·
1950 – 1959 ·
1960 – 1969 ·
1970 – 1979 ·
1980 – 1989 ·
1990 – 1999 ·
2000 – 2009 ·
2010 – 2019 ·
2020 − 2029
EK 2020
OS 1912 ·
OS 1936 ·
OS 1952 ·
OS 1980
1911 · 
1912 · 
1913 · 
1914 · 
1915 · 1916 · 1917 · 1918 · 
1919 · 
1920 · 
1921 · 
1922 · 
1923 · 
1924 · 
1925 · 
1926 · 
1927 · 
1928 · 
1929 · 
1930 · 
1931 · 
1932 · 
1933 · 
1934 · 
1935 · 
1936 · 
1937 · 
1938 · 
1939 · 
1940 · 
1941 · 
1942 · 
1943 · 
1944 · 
1945 · 
1946 · 
1947 · 
1948 · 
1949 · 
1950 · 
1952 · 
1952 · 
1953 · 
1954 · 
1955 · 
1956 · 
1957 · 
1958 · 
1959 · 
1960 · 
1961 · 
1962 · 
1963 · 
1964 · 
1965 · 
1966 · 
1967 · 
1968 · 
1969 · 
1970 · 
1971 · 
1972 · 
1973 · 
1974 · 
1975 · 
1976 · 
1977 · 
1978 · 
1979 · 
1980 · 
1981 · 
1982 · 
1983 · 
1984 · 
1985 · 
1986 · 
1987 · 
1988 · 
1989 · 
1990 · 
1991 · 
1992 · 
1993 · 
1994 · 
1995 · 
1996 · 
1997 · 
1998 · 
1999 · 
2000 · 
2001 · 
2002 · 
2003 · 
2004 · 
2005 · 
2006 · 
2007 · 
2008 · 
2009 · 
2010 · 
2011 · 
2012 · 
2013 · 
2014 · 
2015 · 
2016 · 
2017 · 
2018 ·
2019 ·
2020
Albanië ·
Algerije ·
Andorra ·
Armenië ·
Azerbeidzjan ·
Bahrein ·
Barbados ·
België ·
Bermuda ·
Bolivia ·
Bosnië en Herzegovina ·
Brazilië ·
Bulgarije ·
Canada ·
Chili ·
China ·
Colombia ·
Costa Rica ·
Cyprus ·
Denemarken ·
DDR ·
(West-)Duitsland ·
Ecuador ·
Egypte ·
Engeland ·
Estland ·
Faeröer ·
Frankrijk ·
Georgië ·
Griekenland ·
Honduras ·
Hongarije ·
Ierland ·
IJsland ·
India ·
Irak ·
Israël ·
Italië ·
Japan ·
Jemen ·
Joegoslavië ·
Jordanië ·
Kameroen ·
Kazachstan ·
Koeweit ·
Kosovo ·
Kroatië ·
Letland ·
Liechtenstein ·
Litouwen ·
Luxemburg ·
Maleisië ·
Malta ·
Marokko ·
Mexico ·
Moldavië ·
Montenegro ·
Nederland ·
Noord-Ierland ·
Noord-Korea ·
Noord-Macedonië ·
Noorwegen ·
Oekraïne · 
Oman ·
Oostenrijk ·
Peru ·
Polen ·
Portugal ·
Qatar ·
Roemenië ·
Rusland ·
San Marino ·
Saoedi-Arabië ·
Schotland ·
Servië ·
Servië en Montenegro ·
Singapore ·
Slovenië ·
Slowakije ·
Sovjet-Unie ·
Spanje ·
Thailand ·
Trinidad en Tobago ·
Tsjechië ·
Tsjecho-Slowakije ·
Tunesië ·
Turkije ·
Uruguay ·
Verenigde Arabische Emiraten ·
Verenigde Staten ·
Wales ·
Wit-Rusland ·
Zuid-Korea ·
Zweden ·
Zwitserland
België (2021) · 
Denemarken (2021) · 
Rusland (2021)
LFV · A-internationals · Bondscoaches · Statistieken · Liechtensteins vrouwenelftal · Liechtenstein U21 · Liechtenstein U19 · Liechtenstein U18 · Liechtenstein U17 · Liechtenstein U16
1980 – 1989 ·
1990 – 1999 ·
2000 – 2009 ·
2010 – 2019 ·
2020 − 2029
1981 · 
1982 · 
1983 · 
1984 · 
1985 · 
1986 · 
1987 · 
1988 · 
1989 · 
1990 · 
1991 · 
1992 · 
1993 · 
1994 · 
1995 · 
1996 · 
1997 · 
1998 · 
1999 · 
2000 · 
2001 · 
2002 · 
2003 · 
2004 · 
2005 · 
2006 · 
2007 · 
2008 · 
2009 · 
2010 · 
2011 · 
2012 ·
2013 ·
2014 ·
2015 ·
2016 ·
2017 ·
2018 ·
2019 ·
2020 ·
2021 ·
2022 ·
2023 ·
2024
Albanië ·
Andorra ·
Armenië ·
Australië ·
Azerbeidzjan ·
België ·
Bosnië en Herzegovina ·
China ·
Denemarken ·
Duitsland ·
Engeland ·
Estland ·
Faeröer ·
Finland ·
Georgië ·
Gibraltar ·
Griekenland ·
Hongarije ·
Hongkong ·
Ierland ·
IJsland ·
Indonesië ·
Israël ·
Italië · 
Kaapverdië ·
Kroatië ·
Letland ·
Litouwen ·
Luxemburg ·
Malta ·
Moldavië ·
Montenegro ·
Nederland ·
Noord-Ierland ·
Noord-Macedonië ·
Oostenrijk ·
Polen ·
Portugal ·
Qatar ·
Roemenië ·
Rusland ·
San Marino ·
Saoedi-Arabië ·
Schotland ·
Slowakije ·
Spanje ·
Thailand ·
Togo ·
Tsjechië ·
Turkije ·
Verenigde Staten ·
Wales ·
Wit-Rusland ·
Zweden ·
Zwitserland